# Département Loiret
Das Département du Loiret [lwaˈʀɛ] ist das französische Département mit der Ordnungsnummer 45. Es liegt in der Mitte des Landes in der Region Centre-Val de Loire und ist nach dem Fluss Loiret benannt.

## Geographie
Das Département Loiret grenzt im Norden an das Département Essonne, im Nordosten an das Département Seine-et-Marne, im Osten an das Département Yonne, im Süden an die Départements Nièvre und Cher, im Südwesten an das Département Loir-et-Cher und im Nordwesten an das Département Eure-et-Loir.
Bedeutendster Fluss ist die Loire, die das Département von Südosten aus erreicht, die westlich im Département liegende Hauptstadt Orléans durchfließt und das Département anschließend in südwestlicher Richtung verlässt. Den Nordosten des Départements entwässert der Loing nach Norden hin. Im Osten befindet sich die in nordsüdlicher Richtung verlaufende Kanalkette des Canal du Loing, Canal de Briare und Canal latéral à la Loire, die das Flusssystem der Seine mit dem der Rhone verbinden. Der namensgebende Loiret ist ein lediglich 12 km langer linker Nebenfluss der Loire in der Agglomeration von Orléans.
Im Zentrum des Départements befindet sich das Waldgebiet des Forêt d’Orléans.
|  |  |  |

## Geschichte
Das Département wurde am 4. März 1790 hauptsächlich aus dem Ostteil der Provinz Orléanais gebildet.
Es gehört seit 1960 der Region Centre an, die 2016 in Centre-Val de Loire umbenannt wurde.

## Städte
Die bevölkerungsreichsten Gemeinden des Départements Loiret sind:
| Stadt                   | Einwohner (2022) | Arrondissement |
| ----------------------- | ---------------- | -------------- |
| Orléans                 | 116.344          | Orléans        |
| Olivet                  | 22.988           | Orléans        |
| Saint-Jean-de-Braye     | 22.088           | Orléans        |
| Fleury-les-Aubrais      | 21.664           | Orléans        |
| Saran                   | 16.866           | Orléans        |
| Saint-Jean-de-la-Ruelle | 16.608           | Orléans        |
| Montargis               | 14.819           | Montargis      |
| Gien                    | 13.431           | Montargis      |
| Amilly                  | 13.432           | Montargis      |
| Châlette-sur-Loing      | 12.958           | Montargis      |

## Verwaltungsgliederung
Das Département Loiret gliedert sich in 3 Arrondissements, 21 Kantone und 326 Gemeinden:
| Arrondissement     | Kantone | Gemeinden | Einwohner 1. Januar 2022 | Fläche km² | Dichte Einw./km² | Code INSEE |
| ------------------ | ------- | --------- | ------------------------ | ---------- | ---------------- | ---------- |
| Montargis          | 6       | 125       | 168.964                  | 2.657,17   | 64               | 451        |
| Orléans            | 15      | 121       | 455.459                  | 2.925,36   | 156              | 452        |
| Pithiviers         | 2       | 79        | 62.640                   | 1.192,70   | 53               | 453        |
| Département Loiret | 21      | 325       | 687.063                  | 6.775,23   | 101              | 45         |

Siehe auch:

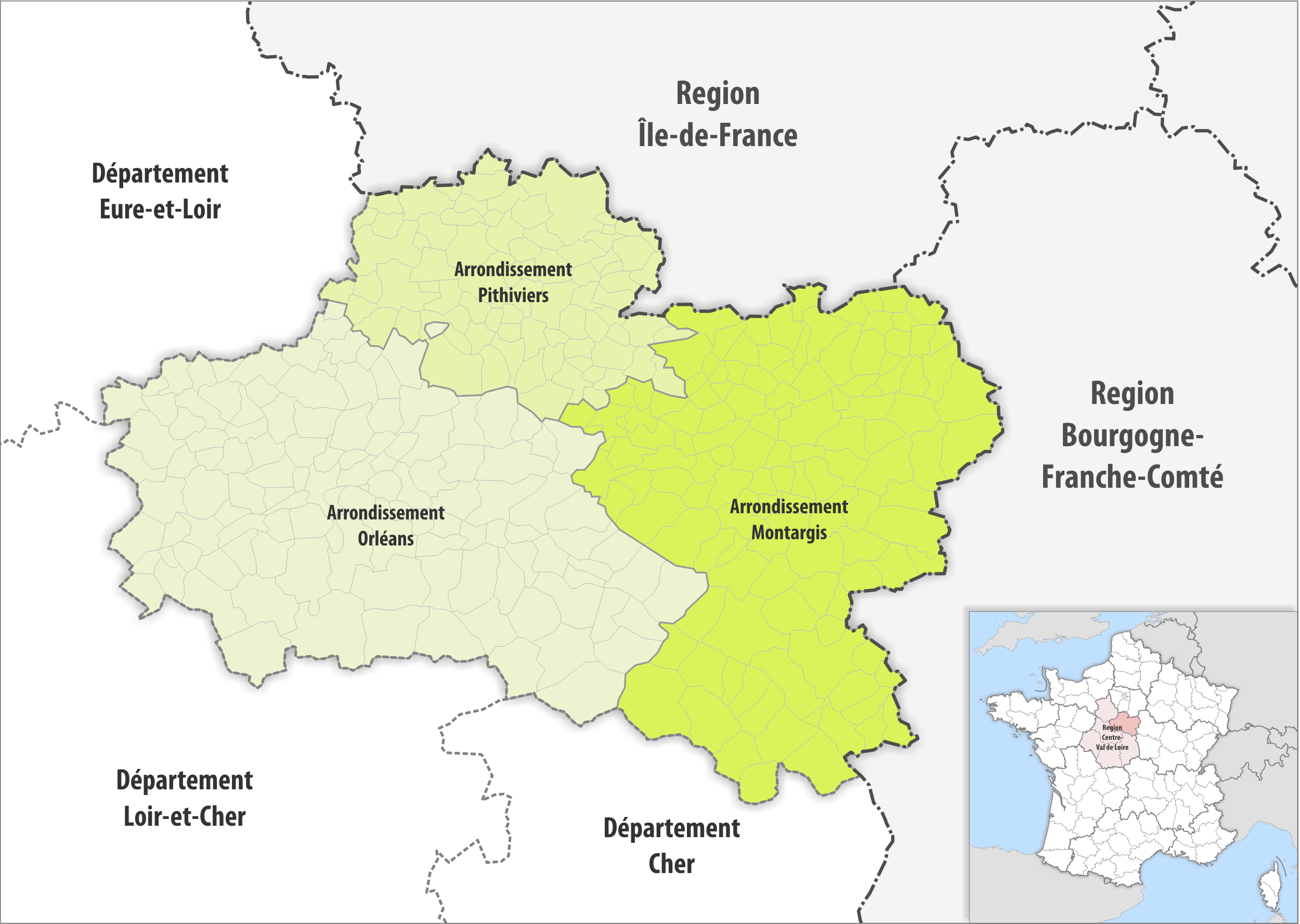
Gemeinden und Arrondissemente im Département Loiret

- Liste der Gemeinden im Département Loiret
- Liste der Kantone im Département Loiret
- Liste der Gemeindeverbände im Département Loiret